# کوتز
کوتز (انگلیسی: Coutts) شرکت خدمات مالی و بانکداری بریتانیایی است، که در سال ۱۶۹۲ تأسیس شد.